# Polgári Válasz
A Polgári Válasz egy 2020. december 4-én létrejött magyar politikai mozgalom volt, mely 2021. március 4-én alakult párttá. Magukat hagyománytisztelő, teljesítményelvű és felelősen gondolkodó, keresztény, konzervatív polgári pártként határozták meg.

## Története
A Polgári Válasz 2020. december 4-én alakult meg négy alapító taggal, név szerint Bencsik János független, korábban jobbikos országgyűlési képviselő, Mihátsiné Dózsa Hajnalka, Ostffyasszonyfa független polgármestere, Rába Kálmán, a Vas megyei közgyűlés tagja, kőszegi önkormányzati képviselő, valamint Varga Dániel, Budapest I. kerületi önkormányzati képviselő. Korábban Bencsik János, Rába Kálmán és Varga Dániel is a Jobbikban politizáltak, Mihátsiné Dózsa Hajnalka pedig alapító tagja a Közösen Vas Megyéért Egyesületnek is, amelynek elnöke a szintén a Jobbikból kilépett Bana Tibor országgyűlési képviselő.
A pártból való távozásuk annak a kilépési hullámnak volt a része, mely a Jobbik év eleji tisztújítását követte. A belső konfliktusokat az okozta, hogy többen is szembekerültek a tisztújításon elsöprő győzelmet arató Jakab Péterrel és a párt új elnökségével. A Jobbikból és a párt országgyűlési frakciójából ezután lépett ki Bana Tibor és Bencsik János is.
2021. február 2-án Bencsik és a Polgári Válasz aktivistái megpróbálták lezárni a kormányközeli vállalkozó, Garancsi István érdekeltségében álló Las Vegas Casinót.
Február 17-én Sneider Tamás független országgyűlési képviselő, a Jobbik volt elnöke bejelentette, hogy csatlakozik a Polgári Válaszhoz.
Március 4-én jelentették be, hogy a Polgári Válasz párttá alakul, és egyúttal közölték azt is, hogy a párt önállóan indul a 2022-es országgyűlési választásokon, saját listát, az egyéni választókerületekben pedig saját jelölteket állít.
2022. február 5-én Bencsik János bejelentette, hogy pártja mégsem fog saját listát állítani, és mindössze egyetlen körzetben indítanak jelöltet Jász-Nagykun-Szolnok megye 1-es számú egyéni választókerületében, Csikós Attilát, a párt szolnoki elnökét, aki viszont nem szerzett mandátumot.
2022. szeptember 4-én Bencsik Jánost Aczél Dániel váltotta a párt élén.
2024-ben a mozgalom megszüntetési eljárás alá került.

## Irányelvei
Bevallásuk szerint azért alakult meg a mozgalom, hogy azok hangja legyen a magyar közéletben, akiket jelenleg senki nem képvisel. A párt különböző okokból ugyan, de egyaránt elutasítja „a Fidesz–KDNP által kiépített pártközpontú államot és a 2010 előtti kormányzás bűneivel szembesülni képtelen egylistás koalíciót”, amely szerintük ezáltal a hatalom egyik fenntartójává vált. Céljuk olyan „szellemi, lelki és erkölcsi megújulás, amely az egész magyar társadalmat áthatja, és ennek megfelelő képviselőket juttat döntéshozói pozíciókba”. Konkrétabb céljuk a középosztály megerősítése és a polgári létforma elérhetővé tétele.
„Azoknak a hangja kívánunk lenni, akiket sem a kormányoldal, sem a közös pártlistára készülő ellenzék nem képvisel. Az a célunk, hogy meghaladjuk az egymást gyűlölő, mégis egymást életben tartó politikai szekértáborokat, és alternatívát nyújtsunk azoknak, akik sem a NER, sem az O1G politikájával nem tudnak azonosulni." (Bencsik János) 

## Elnöksége

### Elnökei
| A Polgári Válasz elnökei | A Polgári Válasz elnökei | A Polgári Válasz elnökei | A Polgári Válasz elnökei |
| Kép                      | Név                      | hivatal kezdete          | hivatal vége             |
| ------------------------ | ------------------------ | ------------------------ | ------------------------ |
|                          | Bencsik János            | 2020. december 4.        | 2022. szeptember 4.      |
|                          | Aczél Dániel             | 2022. szeptember 4.      | 2024                     |